# Боришек, Юре
Юре Боришек (словен. Jure Borišek; 27 июля 1986) — словенский шахматист, гроссмейстер (2009).
Двукратный чемпион Словении (2003 и 2005).
В составе сборной Словении участник восьми шахматных Олимпиад (2002—2018).
Семь раз принимал участие в командных чемпионатах Европы (2003—2015 годы). Участник нескольких Кубков Митропы (с 2003 по 2004 год, с 2006 по 2010 год, с 2012 по 2013 год и с 2015 по 2016 год).
В сезоне 2016/17 он стал чемпионом сборной Люксембурга в составе «Гамбит Бонневуа».
В 2003 году стал международным мастером (IM), в 2008 году ему было присвоено звание гроссмейстера (GM).

## Таблица результатов
| Год  | Город          | Турнир         | + | − | = | Результат | Место |
| ---- | -------------- | -------------- | - | - | - | --------- | ----- |
| 2002 | Блед           | 35-я олимпиада | 3 | 4 | 5 | 5½ из 12  |       |
| 2004 | Кальвиа        | 36-я олимпиада | 3 | 3 | 3 | 4½ из 9   |       |
| 2006 | Турин          | 37-я олимпиада | 2 | 4 | 2 | 3 из 8    |       |
| 2008 | Дрезден        | 38-я олимпиада | 7 | 2 | 2 | 8 из 11   |       |
| 2010 | Ханты-Мансийск | 39-я олимпиада | 2 | 1 | 4 | 4 из 7    |       |
| 2012 | Стамбул        | 40-я олимпиада | 4 | 1 | 5 | 6½ из 10  |       |
|      |                |                |   |   |   | из        |       |

## Изменения рейтинга
| Графики недоступны из-за технических проблем. См. информацию на Фабрикаторе и на mediawiki.org. |